# Hotel (serie de televisión)
Hotel es una serie dramática estadounidense que se emitió en ABC desde el 21 de septiembre de 1983 hasta el 5 de mayo de 1988.
Basada en la novela de Arthur Hailey de 1965 (que ya había sido llevada al cine en 1967), la serie fue producida Aaron Spelling, y su acción transcurría en San Francisco en el hotel Saint Gregory.
La serie tenía un formato parecido al del El Crucero del Amor o Vacaciones en el mar, en cada capítulo unos personajes habituales se enfrentaban al día a día del hotel. En cada episodio había estrellas invitadas (veteranas, o emergentes) que interpretaban a los huéspedes del hotel; se puede citar entre ellas a: Maud Adams, Eddie Albert, Alec Baldwin, Jane Badler, Martin Balsam, George Clooney, Johnny Depp, Samantha Eggar, Morgan Fairchild, Mel Ferrer, Joan Fontaine, Tippi Hedren, Viveca Lindfors, Kevin McCarthy, River Phoenix, Debbie Reynolds, Ginger Rogers, Betty White, Shelley Winters...

## Personajes principales
- Peter McDermott (James Brolin) era el director del hotel, hombre de buenos sentimientos, inteligente, atractivo y de grandes recursos que le permiten dirigir el hotel con éxito por complicada que sea la tarea. Su buen hacer le convertirá en dueño del hotel tras el fallecimiento de su propietaria que se lo dejó en herencia.
- Christine Francis (Connie Selleca) es la atractiva ayudante de McDermont, de quien él está enamorado. Tan eficiente como bella, vivirá un romance de ida y vuelta con su jefe durante todo el transcurso de la serie. Cuando Peter se convierte en dueño del hotel, asciende a Mánager General.
- Billy Griffin (Nathan Cook) es el jefe de seguridad del hotel. Es un ex marine cuya actuación en la serie es siempre muy activa, pues no son pocos los delitos que se cometen en el hotel, ni poco el trabajo que Billy tiene para salvaguardar el buen nombre del hotel Saint Gregory. Está enamorado de Julie Gillete una de las bellas recepcionistas del hotel.
- Juliet Gillete (Shari Belafonte) es una de las recepcionistas del hotel, de quien está enamorado Billy Griffin, y a quien con el tiempo corresponderá Gillete.

Estos cuatro personajes son los únicos que se mantienen en todos los capítulos de la serie, a continuación señalaremos algunos de los más importantes que fueron dejando el hotel con el paso de las temporadas.
- Victoria Cabot (Anne Baxter) es la propietaria del hotel, mujer multimillonaria que deja casi todos los asuntos en su leal director, a quien cogerá tanto aprecio que, al fallecer, le dejará la propiedad del Saint Gregory.
- Dave Kendall (Michael Spound) y Megan Kendall (Heidy Bohai) eran un matrimonio en la ficción en la que Dave era un botones estudiante de derecho y Megan una de las recepcionistas, sus amores y desavenencias de un lado y otro del mostrador serían habituales en las temporadas que intervinieron en la serie.

Aparecerían más tarde como invitados del hotel, cuando Michael se había convertido ya en un abogado y Megan echaba de menos los tiempos en que trabajaban juntos en el hotel.
- Mark Danning (Shea Farrell) sería uno de los colaboradores más útiles y necesarios de Peter en el hotel durante muchas temporadas.